# Randidrilus codensis
Randidrilus codensis är en ringmaskart som först beskrevs av Lasserre 1971.  Randidrilus codensis ingår i släktet Randidrilus och familjen småringmaskar. Inga underarter finns listade i Catalogue of Life.